# Trys
Trys è il primo album live de Il Balletto di Bronzo, pubblicato nel 1999.

Si tratta anche del primo disco del nuovo corso della band, cominciato nel 1995. Gianni Leone, tentato invano di riorganizzare la formazione di Ys, allorquando si imbatte nel disinteresse degli altri membri originali, resuscita l'antico nome attorno ad un trio completato da ex componenti dei Divae, band romana di new prog che aveva ospitato il tastierista nel proprio esordio discografico (Determinazione, del 1995). 

La tracklist contiene un brano altrove inedito, intitolato Technoage.

## Tracce
1. La discesa nel cervello
2. Tastiere isteriche
3. Marcia in sol minore
4. Donna Vittoria
5. Optical surf beat
6. Introduzione
7. Primo incontro
8. Secondo incontro
9. Terzo incontro ed epilogo
10. Technoage
11. Love in the kitchen

## Formazione
- Gianni Leone - tastiere e voce
- Romolo Amici - basso
- Ugo Vantini - batteria